# Chatburn
Chatburn est un village et une paroisse civile du Lancashire, en Angleterre.